# Sundsøre (Schiff)
Das Motorboot Sundsøre war ab 1926 das erste motorisierte Fährschiff auf der Fährverbindung Hvalpsund–Sundsøre.

## Geschichte
Als 1910 die Eisenbahn Hvalpsund erreichte und von dort eine schnelle Verbindung nach Aalborg herstellte, stellte sich die Fährüberfahrt über den Hvalpsund mit Ruderbooten als völlig unzureichend heraus. Hvalpsund war zwischen 1910 und 1969 die Endstation der Bahnstrecke Aalborg–Hvalpsund (AHB).
Deshalb löste 1926 das Motorboot Sundsøre der Aalborg-Hvalpsund Jernbaneselskab A/S (AHJ) die Ruderboote ab.
Das Boot war 1926 von Fr. Tomsen in Aalborg gekauft worden und war bis 1933 im Einsatz. Als 1927 die neu gebaute Eisenbahnfähre Hvalpsund die Sundfahrten übernahm, wurde die Sundsøre zum Reserveboot für die Überfahrt, wenn die Eisenbahnfähre wie etwa durch Werftaufenthalte nicht einsatzfähig war.

## Technische Daten
Das Boot hatte ein überdachte Kajüte mit einer Toilette.